# Озерки (Петровский район, Саратовская область)
Озерки — село в Петровском районе Саратовской области. Входит в Новозахаркинское муниципальное образование.

## География
Расположено в 34 км к югу от Петровска и в 60-65 км к северо-западу от Саратова. К восточной окраине села подступает обширный лесной массив.

## История
Село основано в конце XVII века крестьянами перевезёнными сюда из Симбирской губернии. Население села 1648 чел..
Ранее было административным центром сельского округа, в который входили деревни Агаревка и Языковка.

## Население
| 2002 | 2010  |
| ---- | ----- |
| 1574 | ↘1418 |